# Popis glavnih tajnika Saveza komunista Jugoslavije
Jedina vladajuća stranka u socijalističkoj Jugoslaviji je bila Komunistička partija Jugoslavije, kasnije, 1952., preimenovana u Savez komunista Jugoslavije.
Čelna osoba u toj stranci je bio glavni tajnik, odnosno, u njihovom nazivlju, generalni sekretar.
| Ime i prezime                                        | Trajanje mandata                          | Republika podrijetla                              | Nacionalnost |
| ---------------------------------------------------- | ----------------------------------------- | ------------------------------------------------- | ------------ |
| Josip Broz Tito                                      | ožujak 1939. – 5. svibnja 1980.           | glavni tajnik, kasniji Predsjednik Predsjedništva | Hrvat        |
| Ime i prezime                                        | Trajanje mandata                          | Republika/pokrajina podrijetla                    | Nacionalnost |
| Branko Mikulić (obnašatelj dužnosti)                 | 19. listopada 1978. – 23. listopada 1979. | SR BiH                                            | Hrvat        |
| Stevan Doronjski (obnašatelj dužnosti do 4. svibnja) | 23. listopada 1979. – 20. listopada 1980. | SAP Vojvodina                                     | Srbin        |
| Lazar Mojsov                                         | 20. listopada 1980. – 20. listopada 1981. | SR Makedonija                                     | Makedonac    |
| Dušan Dragosavac                                     | 20. listopada 1981. – 29. listopada 1982. | SR Hrvatska                                       | Srbin        |
| Mitja Ribičič                                        | 29. lipnja 1982. – 30. lipnja 1983.       | SR Slovenija                                      | Slovenac     |
| Dragoslav Marković                                   | 30. lipnja 1983. – 26. lipnja 1984.       | SR Srbija                                         | Srbin        |
| Ali Shukria                                          | 26. lipnja 1984. – 25. lipnja 1985.       | SAP Kosovo                                        | Albanac      |
| Vidoje Žarković                                      | 25. lipnja 1985. – 26. lipnja 1986.       | SR Crna Gora                                      | Crnogorac    |
| Milanko Renovica                                     | 28. lipnja 1986. – 30. lipnja 1987.       | SR BiH                                            | Srbin        |
| Boško Krunić                                         | 30. lipnja 1987. – 30. lipnja 1988.       | SAP Vojvodina                                     | Srbin        |
| Stipe Šuvar                                          | 30. lipnja 1988. – 30. lipnja 1989.       | SR Hrvatska                                       | Hrvat        |
| Milan Pančevski                                      | 30. lipnja 1989. – 30. lipnja 1990.       | SR Makedonija                                     | Makedonac    |